# Acanthocobitis botia
Acanthocobitis botia е вид лъчеперка от семейство Nemacheilidae. Видът е незастрашен от изчезване.

## Разпространение
Разпространен е в Бангладеш, Бутан, Индия, Китай, Мианмар, Непал, Пакистан и Тайланд.

## Описание
На дължина достигат до 11 cm.
Популацията им е намаляваща.